# سرجيلا

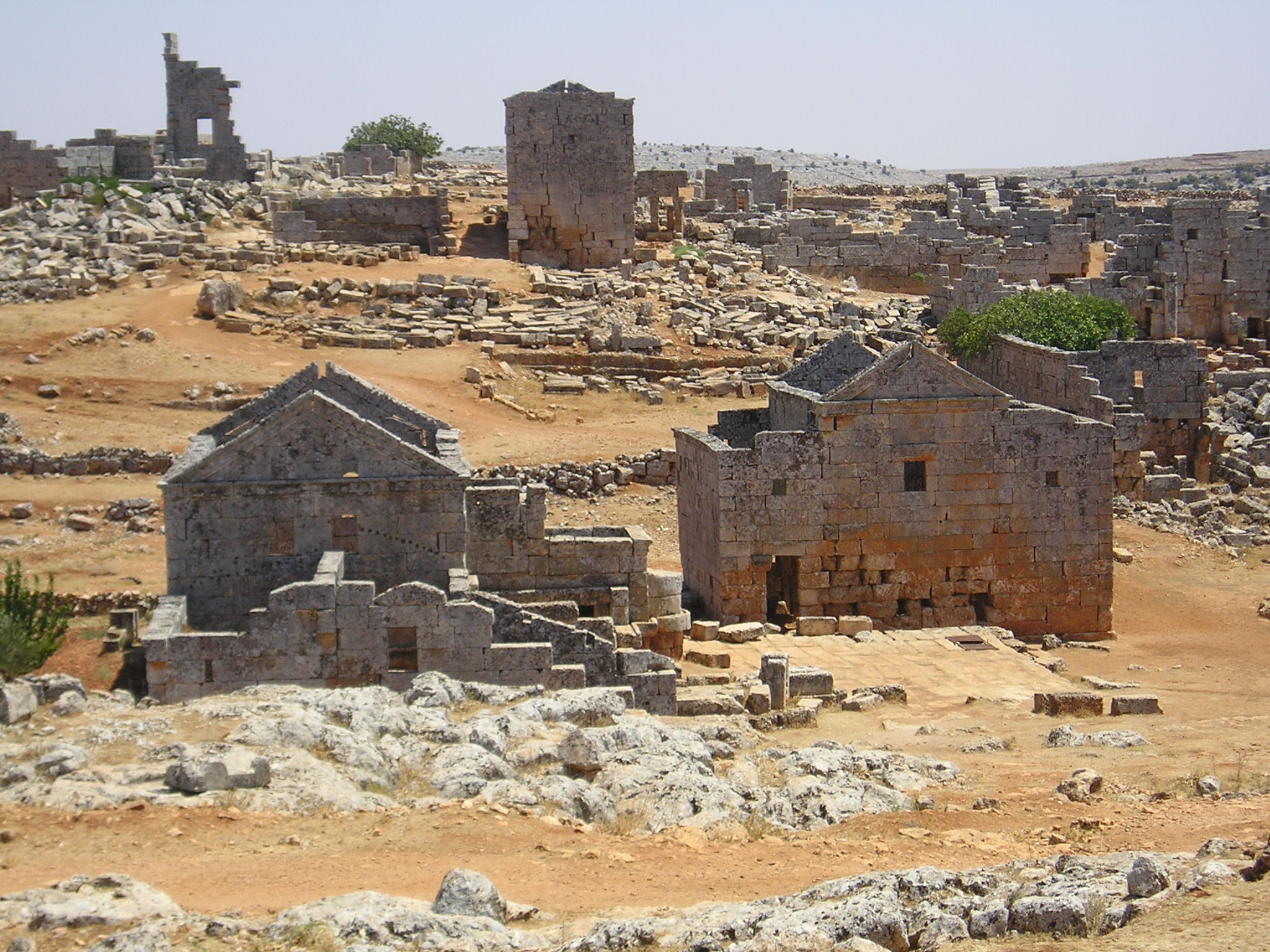
بقايا لمباني أثرية في سرجيلا

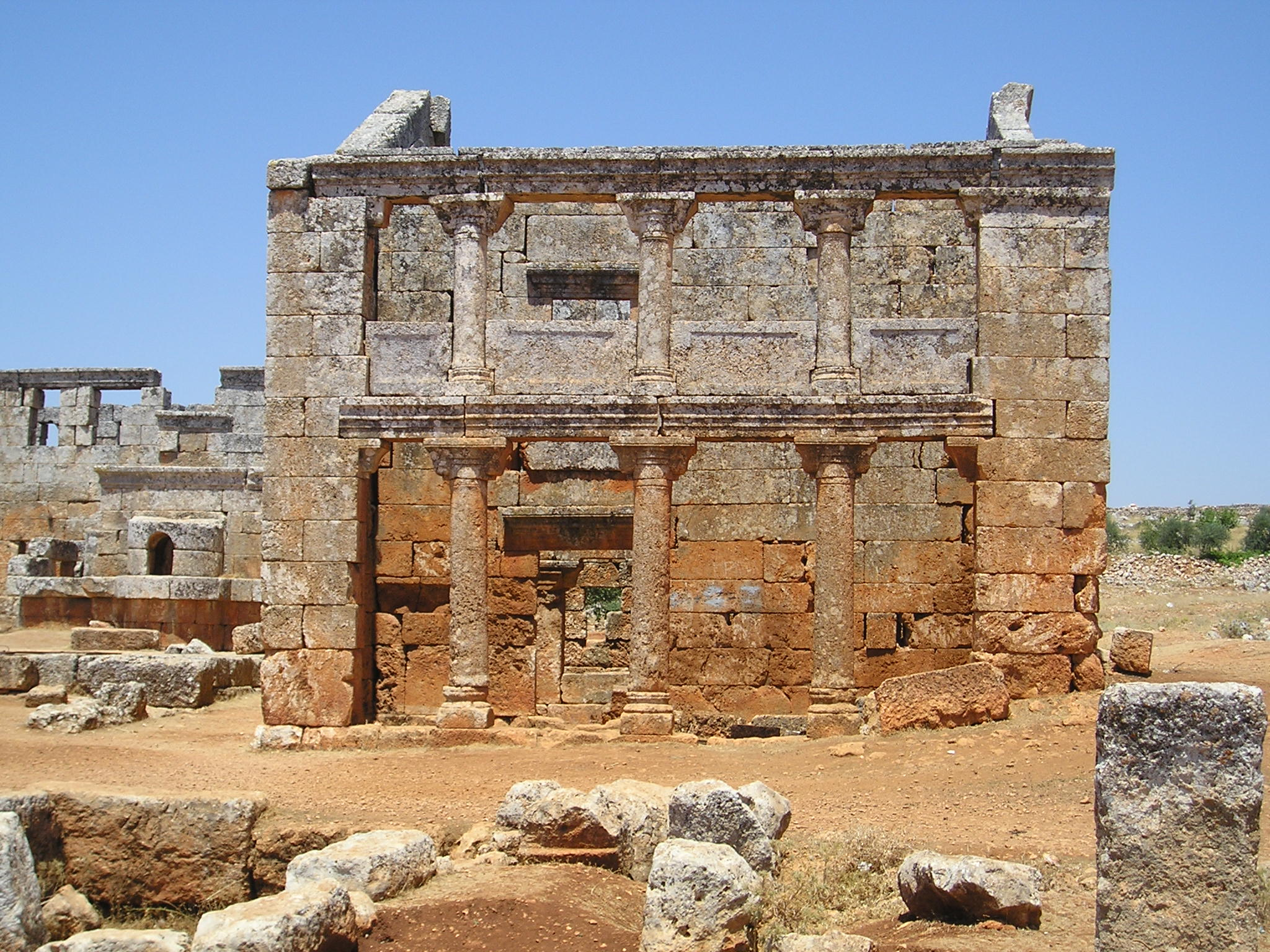
منزل أثري يتألف من طابقين في سرجيلا

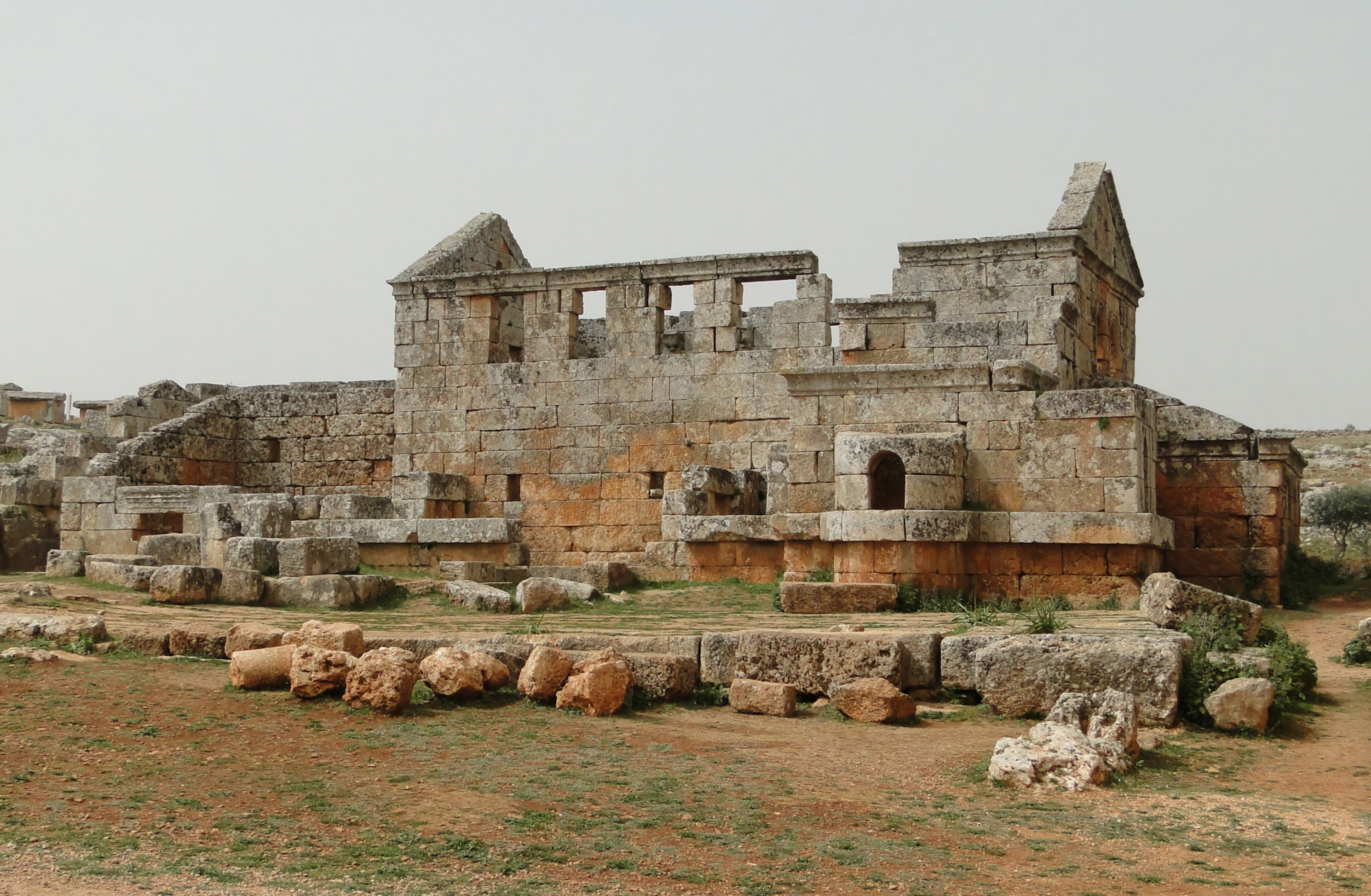
حمامات سرجيلا العامة

سرجيلا: القرية السورية الأثرية التاريخية سرجيلا في جبل الزاوية إلى الجنوب الغربي لمدينة إدلب في سوريا والتي تبعد عنها مسافة /3/ كم و/20/ كم وتبعد عن مدينة أريحا (سوريا). تعطي هذه القرية صورة صادقة عن وضع الأرياف في سورية الشمالية في الفترتين الرومانية والبيزنطية وتدل آثارها على نمط متكامل ذات طبيعة خاصة من الحياة والنشاط البشري.

## خصائص سرجيلا
سرجيلا تقع في وادٍ ممتد من الشمال إلى الجنوب، ولمعرفة المزيد من خصائص هذه البلدة التاريخية البائدة ومدى الأهمية التاريخية والدينية لمجموعة من المدن والقرى التي ازدهرت في فترة زمنية وكان لها الشأن الكبير ضمن نطاق مجموعة من المدن السورية التاريخية الهامة في هذه المنطقة، فقد تواصلت الأبحاث ودراسة المعطيات التاريخية ووجد ارتباط وثيق لكافة المدن والقرى التي شكّلت وحدة متكاملة ذات أهمية اقتصادية واجتماعية ودينية، حيث نجد في سرجيلا الأبنية الأثرية العديدة والمتنوعة مثل البيوت والمساكن، الكنائس، الحمامات، قاعات عامة، معاصر زيت، خزانات، مدافن وقبور. ولكن الأبنية والبيوت هي التي تحتل المركز الأهم، وهي مبنية على نمط واحد مؤلف من ثلاثة عناصر أساسية، والبيوت السكنية: أقدمها البيوت التي توجد في الوادي عند ابتداء سفح الجبل.
كان سكان هذه المساكن والبيوت غالبا من الفلاحين النشيطين وهم الذين استصلحوا الأراضي الزراعية المحيطة بالقرية وكانوا يطبقون اقتصاد الاكتفاء الذاتي بدمج الزراعة مع تربية المواشي وأحيانا بزراعة الزيتون وصناعة الزيت زيت الزيتون» وتعتبر المنطقة من أقدم مناطق زراعة شجر الزيتون في العالم.
كان سكان سرجيلا يتكلمون اللغة السريانية السورية القديمة ويعرفون اللغة اليونانية، وتداخلت في تقاليدهم بعض عادات المدن كنموذج لسلوكهم الاجتماعي وتحول هؤلاء السكان إلى المسيحية بعد أن كانوا وثنيين وكان للمسيحية شأن كبير في سرجيلا لفترة طويلة وتدل أثارها على الأهمية الكبيرة لها في الحقبة المسيحية الأولى مكوّنة مع عدد كبير من المدن والقرى الأثرية السورية في هذه المنطقة أهم مناطق المسيحية في الشرق.

## معرض الصور

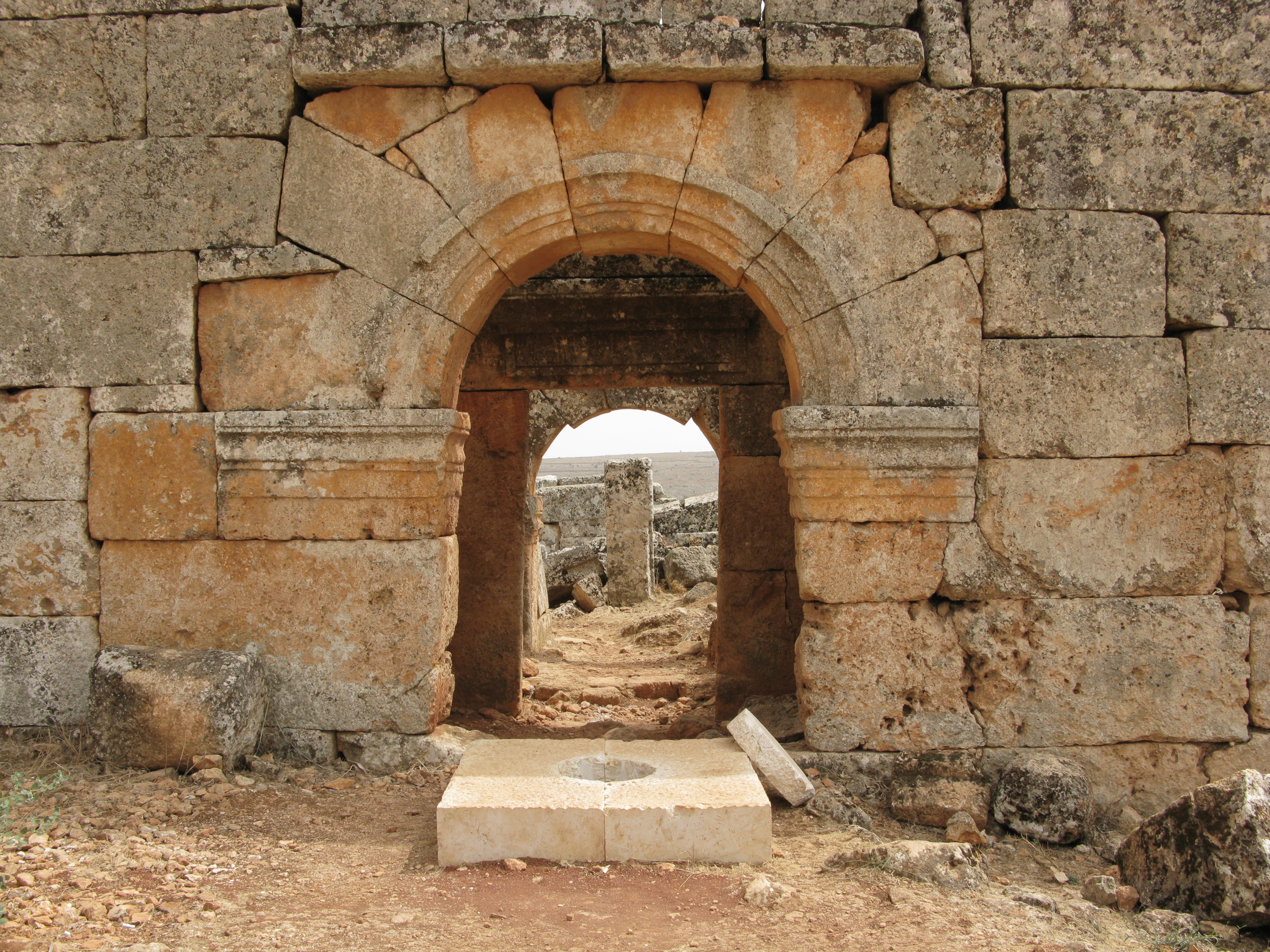
الجدران والبوابة الأثرية في سرجيلا
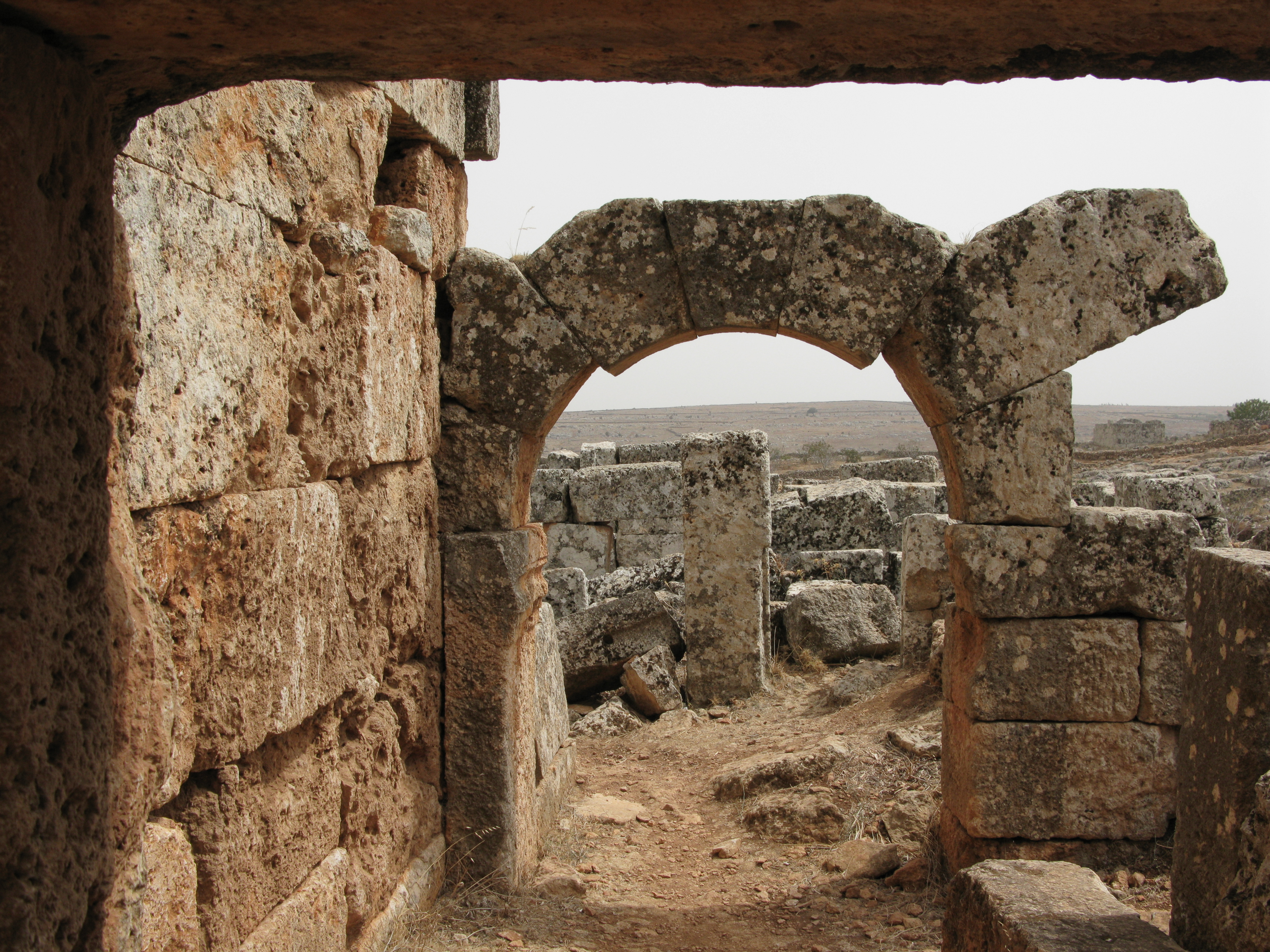
قوس الكنيسة في سرجيلا
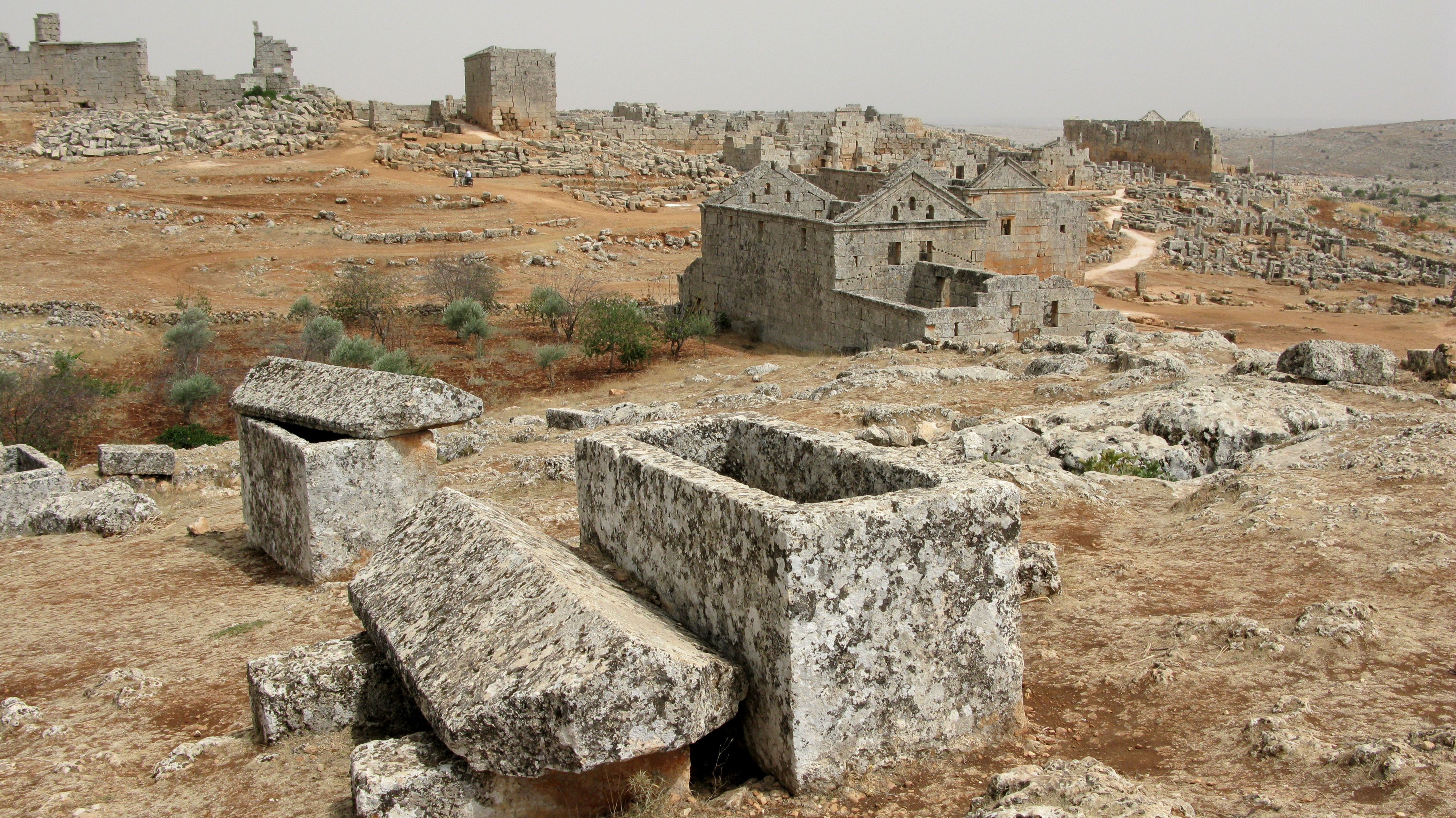
توابيت أثرية عثر عليها في سرجيلا
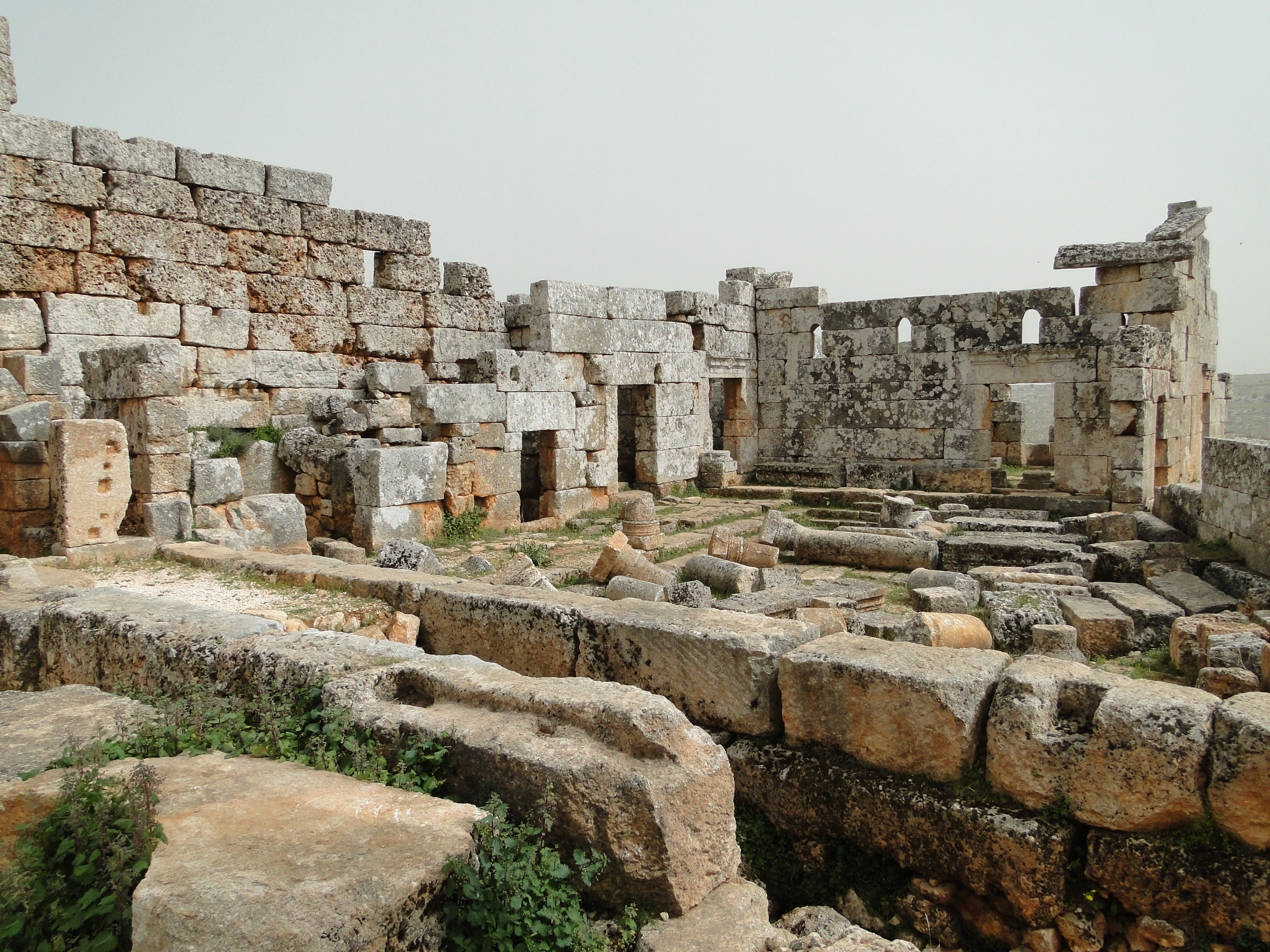
بقايا كنيسة سرجيلا
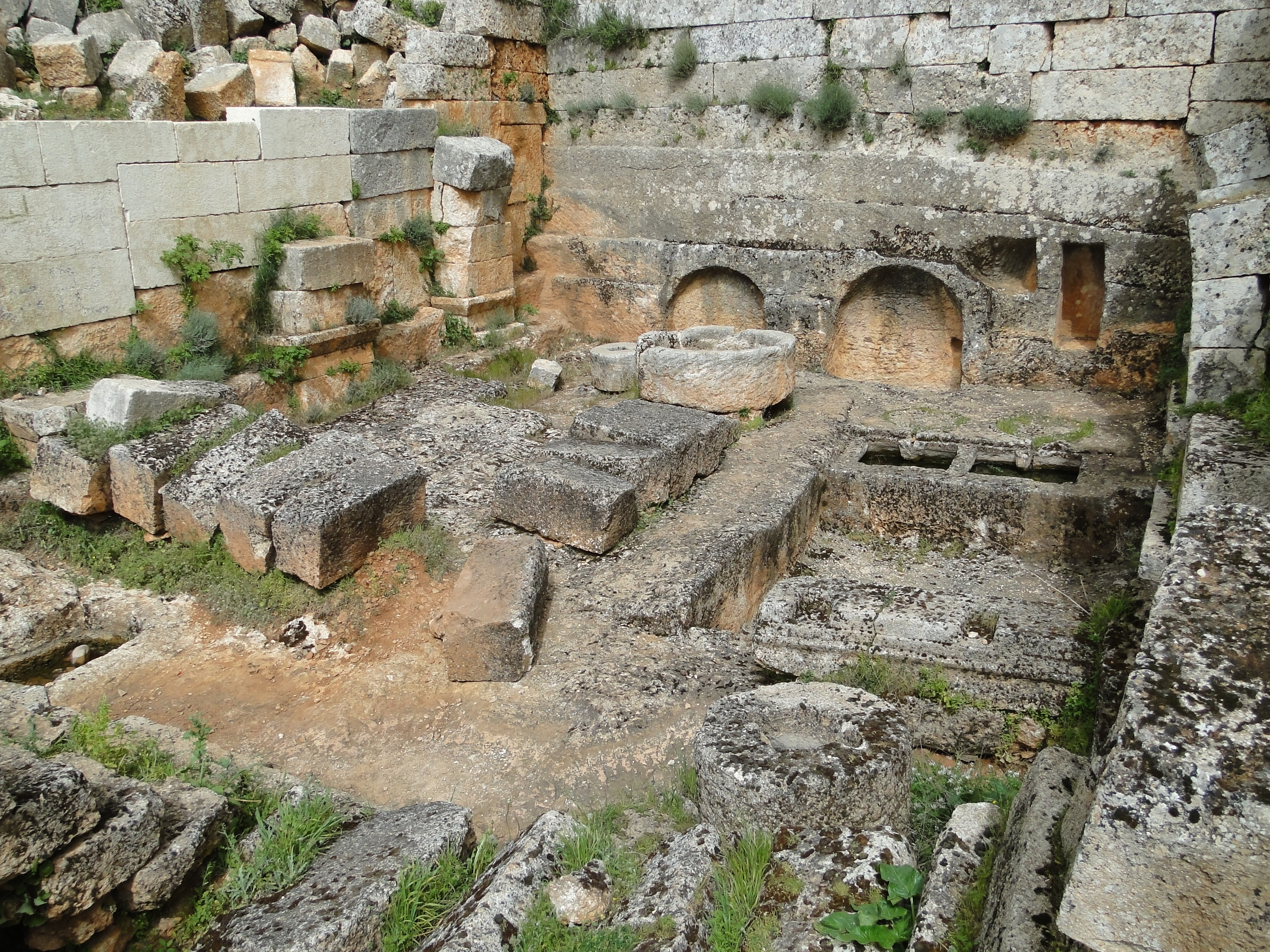